# Ilija Trifunović-Birčanin
Ilija Trifunović-Birčanin (Topola, Srbija 1887. – Split, 3. veljače 1943.), četnički vojvoda tijekom drugog svjetskog rata.

## Životopis
Kao 19-godišnjak pridružuje se četnicima – paravojnim postrojbama koje vlasti Kraljevine Srbije šalju u Makedoniju radi specijalnih oružanih operacija protiv turskih vlasti i protiv bugarskih komita. Sudjeluje u Prvom i drugom balkanskom ratu, te u I. svjetskom ratu; 1916. godine nakon ranjavanja na Solunskom frontu u borbi gubi ruku. Tijekom ratovanja postupno napreduje do zapovjednika čete, a nakon ranjavanja u istom boju na Sivoj stijeni u kojem je poginuo četnički zapovjednik vojvoda Vojin Popović („vojvoda Vuk“), četnici biraju Birčanina za vojvodu.
Između dva svjetska rata je jedan od trojice najistaknutijih četničkih vojvoda – uz Punišu Račića i Kostu Pećanca. Od 1929. do 1932. je predsjednik "Udruženja srpskih četnika Petar Mrkonjić za kralja i otadžbinu", a od 1932. godine predsjednik velikosrpske organizacije "Narodna odbrana". 1934. osniva i predvodi "Udruženje starih četnika".
S četnicima povezana ORJUNA ga 1924. godine bira za „velikog čelnika“.
Bio je među prevratnicima koji su izveli državni udar 27. ožujka 1941.
Nakon kapitulacije Jugoslavije u travnju 1941. godine sklanja se u selo Lipovo pokraj Kolašina (Crna Gora). U rujnu 1941. dolazi u godine u Split, gdje zajedno s Dobroslavom Jevđevićem uspostavlja četničko zapovjedništvo koje kolaborira s talijanskim okupacijskim vlastima. Osloncem na članstvo ORJUNE osniva više četničkih postrojbi sastavljenih u velikom dijelu od etničkih Hrvata; u Splitu osniva u veljači 1942. godine Srpski nacionalni komitet, a u srpnju iste godine Komitet crnogorskih nacionalista. Birčanin održava veze i s Englezima, koji mu podmornicom "Thorn" u siječnju 1942. godine šalju radio stanicu (i dovode dva časnika za vezu koje je poslala izbjeglička vlada u Londonu).
Barem nominalno, Birčanin je zapovijedao svim četničkim postrojbama (oko 29 000 pripadnika) unutar talijanske okupacijske zone u NDH: takvo imenovanje je dobio od Draže Mihailovića, koji u travnju 1942. godine potvrđuje Birčaninovo zapovjedništvo nad štabom zapadnobosanskih, ličkodalmatinskih i hercegovačkih vojnočetničkih odreda, te zapovjednikom Dinarske četničke divizije (Birčanin je, pak, posredovao u imenovanju Mihailovića ministrom obrane u Jugoslavenskoj vladi u egzilu), a i Talijani su mnoge odnose s četnicima (koje su Talijani naoružavali, odijevali, hranili i plaćali) uređivali putem Birčaninovog zapovjedništva u Splitu. Četničke postrojbe pod njegovim zapovjedništvom počinile su niz ratnih zločina protiv civilnog hrvatskog stanovništva – među njima Pokolj u Rami 1942. i Pokolj u Zabiokovlju 1942.
Teško je obolio i umro u Splitu 3. veljače 1943. godine.